# Monte Biliran
Il Biliran è un complesso stratovulcanico attivo costituito da un cono vulcanico chiamato Malitawan (1 340 m.s.l.m.) e da quattro edifici adiacenti -Panamao (107 m), Gumansan (1 064 m), Lauan (1 187 m) e Suiro (1 301 m)- situato sull'isola di Biliran, nell'omonima provincia nella regione del Visayas Orientale nella parte centrale dell'arcipelago delle Filippine. 
Il complesso ha un diametro di circa 140 km ed è parte della cintura di vulcani dell'era Quaternaria dell'est delle Filippine.
L'attività vulcanica storica del Biliran riporta di un solo evento il 26 settembre 1939, caratterizzato da una eruzione che lasciò uno strato di cenere spesso più di 6 cm presso la città di Caibiran.
Intorno al complesso vulcanico si trovano le aree termali Central Biliran-Libtong, North Biliran-Panamao, Anas e South Biliran-Kalambis. La provincia di Biliran, per via della presenza di foreste di mangrovie e di numerose cascata,  è stata dichiarata nel marzo 2013 tourist development area (area di sviluppo turistico) dal presidente delle Filippine Benigno Aquino III. e dichiarata area critica soprattutto per il pericolo corso dagli esemplari di Tarsio delle Filippine (Carlito syrichta) che popolano l'area del complesso vulcanico.